# Ken Pogue
Kenneth Pogue (Toronto, 26 luglio 1934 – Victoria, 15 dicembre 2015) è stato un attore canadese.

## Carriera
Debuttò sul grande schermo nel 1973 nel film L'odissea del Neptune nell'impero sommerso. In teatro ha lavorato sul palco del Crest Theatre, dello Stratford Shakespeare Festival, del St. Lawrence Center for the Arts e del Teatro Guthrie dagli anni '60 agli anni '80 prima di passare alla televisione e al cinema. I suoi crediti cinematografici includono L'amico sconosciuto, Marito in prova, Ultimo rifugio: Antartide, Suzanne, The Grey Fox, La zona morta, Kane & Abel, Act of Vengeance, Omicidio allo specchio, Crazy Moon e Omicidio incrociato. Ha interpretato anche padre Dominic nel film del 2006 The Mermaid Chair.
Un altro dei suoi ruoli importanti è quello di Gerrard nel pilota di Due South - Due poliziotti a Chicago della CTV nel 1994. Inseguito riprese il ruolo nell'episodio della seconda stagione "Bird in the Hand" in cui l'agente Benton Fraser (Paul Gross) è costretto a scegliere il dovere o la vendetta.

## Vita privata
È stato sposato con l'attrice Diana Barrington.
Morì il 15 dicembre del 2015 a causa di un tumore.

## Filmografia parziale

### Cinema
- L'odissea del Neptune nell'impero sommerso (The Neptune Factor), regia di Donald Petrie (1973)
- L'amico sconosciuto (The Silent Partner), regia di Daryl Duke (1978)
- Marito in prova (Lost and Found), regia di Melvin Frank (1979)
- Ultimo rifugio: Antartide (Fukkatsu no hi), regia di Kinji Fukasaku (1980)
- Squilli di morte (Murder by Phone), regia di Michael Anderson (1982)
- The Grey Fox, regia di Phillip Borsos (1982)
- La zona morta (The Dead Zone), regia di David Cronenberg (1983)
- The Climb, regia di Donald Shebib (1986)
- Omicidio allo specchio (Dead of Winter), regia di Arthur Penn (1987)
- Dalla parte del cuore (Where the Heart Is), regia di John Boorman (1990)
- Omicidio incrociato (The Hitman), regia di Aaron Norris (1991)
- Bad Moon - Luna mortale (Bad Moon), regia di Eric Red (1996)
- Beautiful Joe, regia di Stephen Metcalfe (2000)
- Il sesto giorno (The 6th Day), regia di Roger Spottiswoode (2000)

### Televisione
- Gloria Vanderbilt, regia di Waris Hussein – film TV (1982)
- Adderly – serie TV, 44 episodi (1986-1988)
- Poliziotto a 4 zampe (Katts and Dog) – serie TV, 8 episodi (1988)
- Millennium – serie TV, 4 episodi (1997-1999)

## Doppiatori italiani
Nelle versioni in italiano delle opere in cui ha recitato, Ken Pogue è stato doppiato da:
- Gigi Pirarba in Ultimo rifugio: Antartide
- Manlio Guardabassi in Gloria Vanderbilt
- Nando Gazzolo in Adderly
- Giulio Platone in Quell'angolo della strada
- Gianni Vagliani in Millennium (ep. 1x22)
- Carlo Sabatini in Millennium (ep. 3x01 e 3x02)
- Domenico Crescentini in Millennium (ep. 3x19)
- Emilio Cappuccio in Fuoco incrociato